# Sescosem

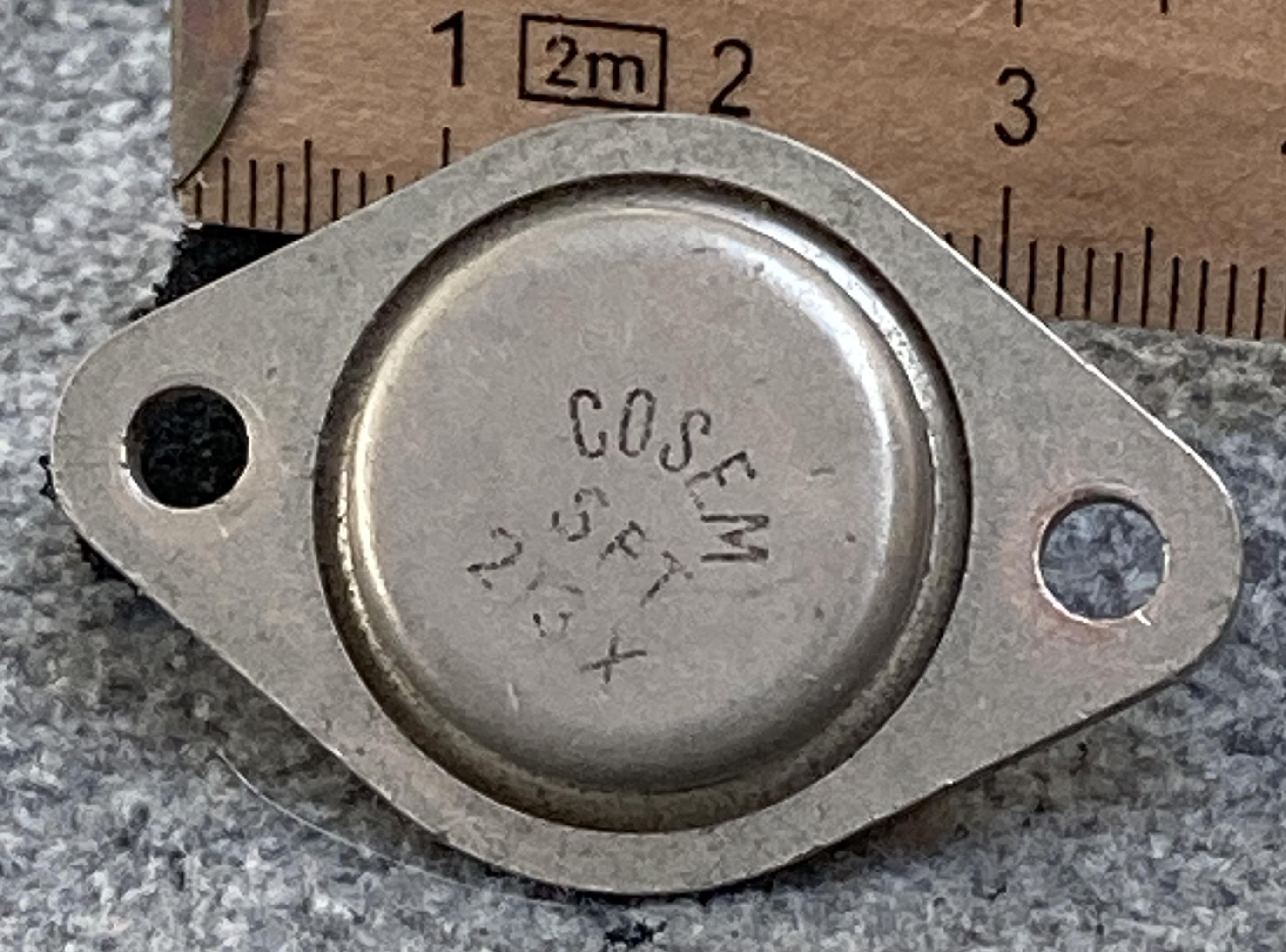
Transistor au germanium fabriqué par COSEM

La Sescosem (Société européenne de semi-conducteurs), créée en 1969 par fusion de SESCO (filiale de CSF) et COSEM (filiale de Thomson), après la fusion des sociétés mères Thomson-Brandt et CSF, produisait des composants électroniques (transistors, diodes, circuits intégrés), à Saint-Égrève, près de Grenoble (site COSEM) et Aix-en-Provence (site SESCO). Ancêtre de SGS-Thomson en 1987, devenue STMicroelectronics en 2001, elle avait 20 % du marché français en 1968 et 16 % en 1978, après avoir été utilisée comme une « seconde source » par Texas Instruments et a IBM. C'était en 1972 la seule entreprise française des vingt premières mondiales des semi-conducteurs.

## Motorola et CSF
Ainsi, côté entreprises, seule la CSF a commencé en 1960 à se lancer dans les circuits intégrés monolithiques au silicium, mais "sans beaucoup de liens", ni avec l’étranger ni avec des universitaires français. Son directeur technique André Danzin, futur patron du Plan Calcul, préside sa filiale semi-conducteurs, la Cosem, secondé par Henri Lerognon. L'usine Cosem de Saint-Egrève, la plus avancée en France, employait en 1964 environ 1 500 personnes, produisant 50 millions de diodes et 15 millions de transistors par an.
En 1965, Motorola cherche à investir en Europe puis propose en janvier 1966 un usine à Toulouse, autorisée en mars pour 500 emplois nouveaux, mais ne se décide qu'un an après, le maire Louis Bazerque donnant son feu vert le 18 mars 1967 pour 1 500 emplois dans un an, puis 5000 vers 1970". La CII suit car la délégation à l'aménagement du territoire (Datar) veut inciter les firmes françaises du plan calcul à effectuer la moitié de leurs investissements à Toulouse. Les cadres sont envoyés en stage de six mois à l'usine de Phoenix, en Arizona, avant de pouvoir former les premières ouvrières. La ville s'efforce depuis des années d'avoir deux écoles d'ingénieurs pointues en la matière, l'ENSEEIHT, l'une des deux seules en France à enseigner la programmation informatique, et une seconde, Supaéro, qui doit quitter Paris dès 1964, tout comme plusieurs plusieurs grandes écoles dont les mines et Centrale, malgré "la résistance des professeurs, élèves et anciens élèves se mobilisant". Finalement le gouvernement tranche en octobre 1966 : l'École des mines et Centrale sont dispensées de délocalisation mais Supaéro doit bien aller à Toulouse.

## Création en octobre 1968
Noël Pouderoux, patron de la Cegos depuis 1961, est le premier président de la Sescosem, nommmé lors de sa création le 31 octobre 1968. Thomson venait de racheter, deux semaines plus tôt, à l'américain General Electric, ses 49 % du capital de Sesco. Trois mois plus tôt, en juillet 1968, la presse révélait que "des tractations se poursuivent depuis de longs mois" à ce sujet avec General Electric. Entre-temps, la presse a révélé en juillet 1968 que la Sescosem recevra des crédits publics de 20 millions de francs par an pendant cinq, ce qui décide Thomson à payer le prix fort exigé par l'Américain.
La création en octobre 1968 de la Sescosem a lieu plus d'un an après la fusion entre Thomson et CSF, nouvel ensemble de 4,5 milliards de francs de chiffre d'affaires, exactement autant que l'autre géant de l'électronique, la CGE. Tous deux vont ensuite négocier un "Yalta de l'électronique" jusqu'en juin 1969.

## Le "Yalta de l'électronique" de juin 1969
Un "Yalta de l'électronique" est négocié entre avril et juin 1969 et décide que Thomson sera renforcé dans la CII pour y avoir "une position prépondérante" et qu'en échange la CGE "devrait jouer un rôle prépondérant, en collaboration avec Alsthom dans la production d'énergie nucléaire", Thomson cédant sa part dans Alstom. Jeumont-Schneider, où "la participation détenue par le baron Empain est à vendre", est d'abord invité à s'associer avec elles mais décline.

## La Sperac, chargée de fabriquer des périphériques
Une autre grande affaire concerne la création de la Sperac, société chargée de fabriquer des périphériques d'ordinateurs dans le plan calcul. Dès octobre 1966, Thomson et la Compagnie des compteurs avaient décidé de constituer à parts égales une société dénommée "Systèmes et périphériques associés aux calculateurs". Mais en avril 1967, Le Monde révèle que la CCI et la Sperac n'ont pas encore été officiellement constituées. La première n'avait pas encore de nom car six mois plus tôt, la CII s'appelait encore l'I.N.F.I. le journal affirme, sans citer de source, qu'au cours des derniers mois, une partie de ses futurs actionnaires ont exigé d'inclure dans son périmètre les périphériques d'ordinateurs, et "auraient souhaité que l'État prenne une part plus grande dans le financement". Le Monde fait état de conversations "accélérées par la nécessité dans laquelle se trouvait, pour des raisons financières, une des firmes" actionnaires, référence aux lourdes pertes de CSF, laissant comprendre que sa source anonyme est la CGE. Peu après, un scientifique prestigieux, Bernard Dorléac est nommé en novembre 1967 directeur général de la CII à la place de Robert Remillon, l'homme de la CGE.
Mi-mars 1968, des informations sur l'état des négociations filtrent quand Le Monde fait état d'un "comité interministériel sur l'informatique" qui a dû se pencher sur la "répartition des crédits d'études en matière de périphériques" entre "les différents fournisseurs" et au cours duquel il aurait été mentionné que "les entreprises nationales devront acheter leurs périphériques à l'industrie privée française, au lieu de faire appel aux fournisseurs étrangers, principalement américains", tandis que "l'industrie française est en mesure de fournir les composants pour les ordinateurs du plan calcul". La Sescosem se met pourtant en place dans un contexte d'émergence rapide des circuits intégrés, un marché dont la valeur a centuplé entre 1962 et 1969, grâce à l'informatique, sur fond d'innovations et de baisses de prix agressives des fabricants américains.
Ventes de circuits intégrés aux Etats-Unis (1962-1974)
| Année | Marchés publics | Informatique | Industrie | Biens de consommation | Montant total |
| 1962  | 100%            | 0            | 0         | 0                     | 4 millions    |
| 1965  | 55%             | 35%          | 9%        | 1%                    | 79 millions   |
| 1969  | 36%             | 44%          | 16%       | 4%                    | 413 millions  |
| 1974  | 20%             | 36%          | 30%       | 15%                   | 1,2 milliard  |

Lors de ce conseil interministériel de mars 1968, le délégué à l'informatique met lui en avant la nécéssité de trouver 4000 à 5000 analystes informatiques de gestion "pour les années à venir", une urgence obligeant à les former aussi vite que possible "à l'intérieur des universités" mais aussi "à l'intérieur des grands ministères". Puis en juillet 1968, on apprend que l'État s'est engagé à passer à financer la Sperac pour 81,5 millions de francs sur cinq ans.
En septembre 1969, la CGE achète les parts dans la Sperac de la Compagnie des Compteurs, qui de son côté, reprend une fraction du département des appareils de mesure d'Alcatel, filiale de la CGE, et le 11 décembre 1969, la cotation de la Compagnie des Compteurs est suspendue après des rumeurs d'offre publique d'achat par la société Schlumberger, qui s'avèrent fondées.

## Histoire
- Au milieu des années 1950, Cosem (CSF) créé l'usine de semi-conducteurs de Saint-Egrève, près de Grenoble[4].
- Au début 1962, Sesco (Thomson) s'installe près de la gare de marchandises d'Aix-en-Provence[20]) pour fabriquer des transistors, avec 400 employés.
- En 1963, Texas Instruments ouvre un site à Villeneuve-Loubet[21].
- En 1964, Cosem emploie environ 1500 personnes à Saint-Egrève, produisant 50 millions de diodes et 15 millions de transistors par an[4].
- En 1965, la loi de Moore veut que le nombre de transistors dans les circuits intégrés en silicium double tous les 18 mois[22].
- En 1966 chez l'industriel Mors, conçoit le mini-ordinateur Mat 01 via des études sur un site chimique[23], avec l'aide de la DGSRT. Mais dès 1967, il cède son site à Télémécanique qui ouvre sa propre usine à Crolles, près de Grenoble, pour la future gamme T1600, avec 170 personnes en 1967[23].
- En avril 1967, premier plan Composants, face à de nouvelles générations de puces américaines, est annoncé, car CSF vient publier un gros déficit de pour 1966 et doit fusionner avec Thomson en avril 1967. Les crédits de ce plan sont vite divisés par trois[24], remontant un peu ensuite puis restant stables et très modestes[24].
- Début 1968, General Electric propose de racheter les parts de Thomson dans SESCO[21]. Le gouvernement trouve un moyen de décourager Thomson de dire oui[21] en proposant une fusion avec COSEM.
- En 1968 démarre la croissance de l'électronique à Toulouse, avec un effectif passant de 168 à 4255 personnes entre 1968 et 1973, essentiellement des femmes de la région, dans deux usines, Motorola et CII[25].
- En 1969, Sesco et Cosem sont regroupés dans la Sescosem, qui reçoit 20 millions de francs de subventions entre 1969 et 1973. L'émergence du mini-ordinateur entraîne celle des projets d'informatique distribuée, au sein de la CII et chez DEC, suivis ensuite par IBM.
- En 1978, un nouveau Plan Composants alloue 120 millions de francs aux producteurs français, deux fois plus jusque-là perçu par Sescosem.
- En 1987 est fondée SGS-Thomson, avec en apport les activités civiles de la branche microélectronique de Thomson-CSF et, d'autre part, celles de l'italien SGS Microelettronica SpA, détenue par STET-Societa Finanziaria Telefonica[26]. Toutes des deux étaient à la vingtième place mondiale par le chiffre d'affaires. Elles absorbent aussi les activités semi-conducteurs du Laboratoire d'électronique et de technologie de l'information (LETI) de Grenoble[27], fondé en 1967 par le Commissariat à l'énergie atomique et entré peu à peu dans l'orbite de Thomson depuis 1972.

- En 1988, les deux sites Sescosem sont fermés. Le personnel d'Aix-en-Provence est transféré vers Rousset-Peynier (Bouches-du-Rhône).

- Dans les années 1990, SGS Thomson une très forte croissance boursière, dans le sillage de la généralisation du téléphone mobile.

- En 2001, SGS Thomson est rebaptisé STMicroelectronics après une très forte croissance boursière. Son périmètre inclut les douze sociétés historiques (CSF, Eurotechnique, SGS, ATES, Mostek, Inmos…)[28] dont est issu SGS-Thomson.